# Norischer Klee
Der Norische Klee (Trifolium noricum) ist eine Pflanzenart aus der Gattung Klee (Trifolium) in der Unterfamilie der Schmetterlingsblütler (Faboideae) innerhalb der Familie der Hülsenfrüchtler (Fabaceae oder Leguminosae). Er gedeiht in der alpinen Höhenstufe der Ostalpen, der Apenninen und der illyrischen Gebirge.

## Beschreibung

### Vegetative Merkmale
Der Norische Klee ist eine ausdauernde, krautige Pflanze. Die Hauptachsen sind niederliegend, die Pflanzen bilden Rasen und erreichen Wuchshöhen von 8 bis 20 Zentimetern. Die Stängel sind meist aufrecht, sind häufig unverzweigt und tragen abstehende, fuchsrote Trichome.
Die Laubblätter stehen vorwiegend grundständig und sind in Blattstiel und -spreite gegliedert. Der Blattstiel ist meist lang. Es gibt zwei oder drei Stängelblätter, die fast sitzend sind. Alle Blattspreiten sind dreizählig gefingert. Die Fiederblättchen sind bei einer Länge von 10 bis 15 Millimetern sowie einer Breite von 6 bis 8 Millimetern länglich-lanzettlich bis elliptisch. Der Blattrand ist fein gezähnt bis ganzrandig. Die Blattnervatur ist undeutlich. Die Blattunterseite ist zottig behaart. Die Nebenblätter sind häutig, weißlich und weit mit dem Blattstiel verwachsen; der nicht verwachsene Teil ist dreieckig-eiförmig und läuft allmählich in die lange Spitze aus. Die Außenfläche ist behaart.

### Generative Merkmale
Die Blütenstände stehen einzeln und endständig, sind am Beginn nickend und am Grund von ein oder zwei kleinen Laubblättern umgeben. Die Blüten sitzend befinden sich in bei einem Durchmesser von 2,5 bis 4 Zentimetern kugeligen, köpfchenförmigen Blütenständen.
Die zwittrige Blüte ist zygomorph mit doppelter Blütenhülle. Ihr Kelch ist deutlich kürzer als die Krone, ist abstehend rau behaart. Im Schlund des Kelchs sind lang-zottig behaarte Schwielen. Zur Fruchtreife ist der Kelch nicht aufgetrieben. Die Kelchzähne sind linealisch bis pfriemlich, durch breite Buchten getrennt; sie sind fein bewimpert und ungefähr gleich lang wie die Kelchröhre, alle Kelchzähne sind fast gleich lang, allein der unterste ist bis 1,5-mal so lang wie die übrigen. Die Krone ist weiß bis gelblich-weiß, etwa 15 Millimeter lang und nicht abfallend. Die Fahne ist rund dreimal so lang wie der Kelch, zudem länger als Flügel und Schiffchen und ausgerandet.
Die Frucht ist eine einsamige Hülsenfrucht, die bauchseitig (ventral) aufspringt.

## Ökologie und Phänologie
Beim Norische Klee handelt es sich um einen Hemikryptophyten.
Die Blüte ist eine Schmetterlingsblüten mit einem Klappmechanismus. Die Blütezeit reicht von Juni bis August.

## Vorkommen
Der Norische Klee kommt in den südlichen Ostalpen, im Apennin und in den illyrischen Gebirgen vor. Es gibt Fundortangaben für Italien, Österreich, Slowenien, ehemaliges Jugoslawien, Albanien und Griechenland. In Österreich kommt der Norische Klee nur in Kärnten in den Karnischen Alpen und möglicherweise am Dobratsch vor und gilt als „potentiell gefährdet“. In der Schweiz kommt der Norische Klee anscheinend nicht vor.
Der Norische Klee wächst in der alpinen Höhenstufe in Höhenlagen von 1900 bis 2600 Metern in Matten, Weiderasen und auf Geröll auf Kalk.

## Systematik
Die Erstbeschreibung von Trifolium noricum erfolgte 1805 durch Franz Xavier von Wulfen in Archiv für die Botanik (Leipzig), Band 3, Seite 387.
Die Art Trifolium noricum gehört zur Untersektion Trifolium der Sektion aus der Gattung Trifolium in der Unterfamilie der Faboideae innerhalb der Familie der Fabaceae.
Je nach Autor (Coombe 1968) gibt es zwei Varietäten, sie gelten auch als eigene Arten:
- * Trifolium noricum Wulfen var. noricum
- Trifolium noricum var. ottonis (Spruner ex Boiss.) Zohary (Syn.: Trifolium ottonis Spruner ex Boiss.): Sie kommt im südlichen Griechenland vor. Sie erreicht nur Wuchshöhen von 1 bis 5 Zentimetern; die Blättchen sind nur 2 bis 8 Millimeter lang; die Blütenkrone ist rot.[5]

## Belege
- Siegmund Seybold (Hrsg.): Schmeil-Fitschen interaktiv. (CD-Rom), Quelle & Meyer, Wiebelsheim 2001/2002, ISBN 3-494-01327-6.